# 大佩列德米斯季亞
50°5′47″N 23°43′48″E / 50.09639°N 23.73000°E
大佩列德米斯季亞（烏克蘭語：Велике Передмістя），是烏克蘭西部的村莊，隸屬利維夫州的利維夫區。該村面積2.15平方公里，海拔高度247米，2001年該村落人口185。